# Per le ceneri dei padri
Per le ceneri dei padri è un romanzo di fantascienza dello scrittore italiano Davide Del Popolo Riolo, edito nel 2023 dopo essere stato dichiarato vincitore del Premio Urania Mondadori per l'anno 2022.

## Storia editoriale
Il romanzo è stato pubblicato nell'ottobre del 2023 da Arnoldo Mondadori Editore, nella collana Urania, nel volume Per le ceneri dei padri, che contiene anche i racconti La parete bianca di Giuliano Cannoletta, Testimone vivente di Lorenzo Davia e La cavalcata di una valchiria di Paola Viezzi, finalisti del premio Urania Short 2023, alla sua settima edizione. Il racconto di Lorenzo Davia è infine risultato vincitore della competizione a seguito di votazione da parte dei lettori.
Il titolo è tratto da un verso che T. B. Macaulay fa pronunciare ad Orazio Coclite nei Canti di Roma antica (1842). Nel frontespizio del romanzo è presente poi una citazione dei versi che Orazio pronuncia mentre scende in battaglia.

## Ambientazione
Il romanzo è ambientato in un futuro remoto nel quale gli esseri umani, dopo essersi dispersi nella galassia ed essere entrati in contatto con svariate specie aliene, hanno colonizzato svariati pianeti, ciascuno caratterizzato da sistemi sociali e culture differenti. La Casa-tra-le-Stelle è un'arca spaziale creata da specie aliene in un indefinito tempo addietro, che vaga nella galassia. Nelle sue peregrinazioni, ha accolto individui appartenenti a svariate specie, tra cui membri della razza umana, disposti ad accettare le regole di pacifica convivenza, ripudio della violenza e altruismo che la governano. Gli esseri senzienti che ne regolano il funzionamento sono chiamati Dei. Sull'arca non c'è denaro e non si persegue il profitto, ma gli esseri che la abitano possono guadagnare l'attenzione degli Dei, ovvero la possibilità di accedere ai vantaggi offerti dalla nave, svolgendo mansioni utili per la collettività.
Abisso è uno dei pianeti abitati dagli uomini. Poiché le radiazioni emesse dalla stella cui orbita attorno sono letali, la civiltà si è sviluppata nel sottosuolo, con le città-stato costruite in enormi grotte sotterranee. La cultura vi ha assunto tratti brutali, con un sistema statuale corrotto e succube della gestione malavitosa esercitata da alcune famiglie (le Imprese) sulle attività economiche. Rette da un wanax, le Imprese combattono per il predominio.

## Trama
Il romanzo si sviluppa in due filoni narrativi paralleli. Il primo segue la protagonista Olympias Antigonides. Alla prematura morte del padre, Philippos, e del fratello, Aleksandros, Olympias viene invitata dalla zia Berenice, sorella del padre, a tornare su Abisso e, qui, a prendere il controllo dell'Impresa di famiglia. Avendo lasciato il pianeta da bambina per essere accolta nella Casa-tra-le-Stelle, Olympias scopre con sorpresa e delusione la natura criminale delle attività familiari. Incapace di accettare il ruolo che le viene offerto, danneggia l'Impresa nella guerra con il clan Basilios per il predominio su Corcyras. Tuttavia neppure intende rinunciare a salvare i suoi giovani fratelli, Achillas ed Herakles, il cui destino sarebbe segnato se gli Antigonides soccombessero ai Basilios. Pur combattuta, si decide quindi a fare quanto per lei possibile - anche rinunciando a tornare alla paradisiaca Casa-tra-le-Stelle - per proteggerli e salvare l'Impresa di famiglia.
Il secondo filone narrativo si sviluppa otto anni dopo gli eventi narrati nel precedente, quando Vento Gioioso, compagno di Olympias, si reca su Abisso per avere notizie sull'amata scomparsa. Giunto sul pianeta, però, diviene preda delle mire di due gruppi criminali contrapposti, i Farsi, dell'omonima città, subentrati ai Basilios, e i Corcyresi, diretti dalla Guercia. Sarà quest'ultima infine a incontrare lo stellare e a rivelarsi per essere la stessa Olympias, ormai pregna della spietatezza necessaria per sopravvivere sul pianeta.

## Tematiche
Nello sviluppare la cultura abissale, Davide Del Popolo Riolo ha introdotto svariati richiami alla cultura greca classica, attingendo ad essa per nomi e titoli, ma anche per l'aristia (l'arditezza) perseguita dai personaggi del romanzo. L'autore in un'intervista ha dichiarato di aver voluto affrontare il dilemma vissuto da chi sceglie di compiere azioni malvagie per salvaguardare il benessere proprio e dei propri cari. Carmine Treanni vi ha visto invece la questione su quanto la società sia fondante nella formazione dell'individualità del singolo.

## Edizioni
- Davide Del Popolo Riolo, Per le ceneri dei padri, Urania n° 1719, Milano, Arnoldo Mondadori Editore, 2023.